# Wola Kisielska
Wola Kisielska – wieś w Polsce położona w województwie lubelskim, w powiecie łukowskim, w gminie Stoczek Łukowski.
Wieś stanowi sołectwo w gminie Stoczek Łukowski. Według Narodowego Spisu Powszechnego z roku 2011 wieś liczyła 289 mieszkańców.
Wierni Kościoła rzymskokatolickiego należą do parafii Wniebowzięcia Najświętszej Maryi Panny w Stoczku Łukowskim.

## Położenie geograficzne
Wieś położona jest na Wysoczyźnie Żelechowskiej oraz Równinie Łukowskiej odznacza się zróżnicowanym krajobrazem, atrakcyjnym pod względem turystyczno-wypoczynkowym również dzięki przecinającej tereny wsi malowniczej dolinie rzeki Świder.

## Historia
Wola Kisielska była pierwotnie wsią duchowną, założoną na pod koniec XV wieku na terenie ziemi czerskiej województwa mazowieckiego.
Wieś po raz pierwszy próbowano założyć w 1450 roku na mocy przywileju biskupa poznańskiego Andrzeja Bnińskiego. Odbyło się to jednak bez zgody kapituły biskupstwa i wieś lokowano ponownie przez Uricha Górkę w 1480 roku. Pierwotna nazwa wsi nosiła określenie Ruski Staw lub Wojciechów. Określenie to związane było z sołtysem wsi, którym był Mikołaj z Wojciechowa.
W 1528 roku biskup Jan Latalski zmienił nazwę na Wola Kisielska i nadał nowy przywilej wójtostwa w tej wsi.
W 1540 w Księdze Ziemi Czerskiej zapisano wieś pod nazwą Volija Kisielska.
W 1576 roku wieś Wola Kisielska według spisu poborowego liczyła 9 łanów.
W 1827 roku wieś w ówczesnych spisach nazwano Kisielska Wola, liczyła wtedy 22 domy i 135 mieszkańców. Wola Kisielska podobnie jak i inne wsi biskupie została w początkach XIX wieku przejęta przez rząd Austrii.
W 1881 roku wieś uzyskała status wsi rządowej w powiecie garwolińskim.
W roku 1975 miejscowość administracyjnie przypisano do województwa siedleckiego, natomiast w rezultacie reformy administracyjnej w Polsce weszła do grupy miejscowości wchodzących w skład powiatu łukowskiego na terenie województwa lubelskiego.